# 民主化運動青年連合
民主化運動青年連合（みんしゅかうんどうせいねんれんごう、略称：民青連）は、韓国の70年代以降の民主化運動を主導してきた青年活動家グループが、｢闘争拠点の回復｣をスローガンとして1983年9月30日に結成された最初の公然的な民主化運動団体である。

## 概要
1980年5月の光州民主化運動が強権的手法によって弾圧され、民主化運動が沈滞する中で、70年代の学生運動で活躍してきた青年活動家達は「民主化運動青年連合」を結成し、金槿泰を議長に選出した。結成宣言を通じて民青連は、当時の韓国の現状について「外勢とこれに便乗する暴力的な少数権力集団によって強制されている民族分断」と規定した上で、①民族統一の大きな課題を成就するための真の民主政治の確立、②不正腐敗特権経済の生産と民族自立経済の達成、③創造的な教育文化体系の形成、④内戦態勢の解消と核戦争防止のために戦うことを宣言した。
民青連は、85年の政府による大弾圧を受けながらも、87年以降の青年運動、大衆運動を主導、城南・安養・東ソウル・南ソウルなど6地域にホワイトカラーを含めた産業別職場青年連合、付設研究所として民族民主運動研究所を有した。1992年9月に民青連の本部は解散し、参加の組織は「韓国民主青年団体協議会」（1992年9月結成）に加盟した。